# Oppeby herrgård

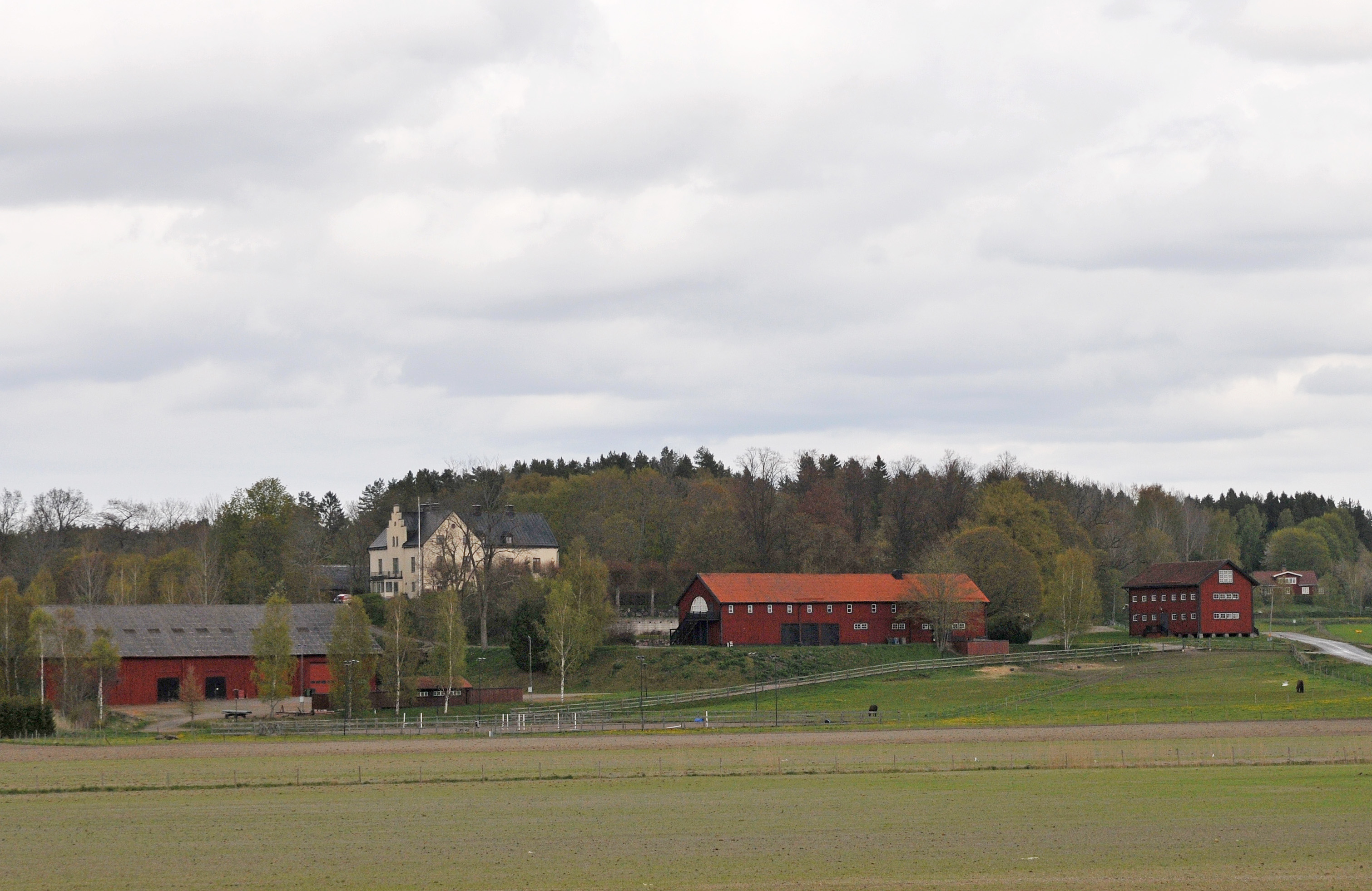

Oppeby är en herrgård (säteri) i Bälinge socken, Nyköpings kommun, Södermanland.
Oppeby ligger mellan orterna Tystberga och Lästringe och cirka en kilometer norr om sockenkyrkan (Bälinge kyrka). Avståndet till Nyköping är cirka två mil.
Säteriet har mark även i Lästringe och Västerljungs socknar.

## Byggnaden
Huvudbyggnaden från 1600-talet restaurerades 1889 och 1926. Den omges av en park och i närheten finns ekonomibyggnader, arbetarbostäder och ett hus uppfört 1920 som bostad för inspektoren.

## Historik
Oppeby som ursprungligen var en bondby har troligen existerat sedan järnåldern, intill gården finns ett större bygravfält, som även rymmer ett röse från bronsåldern. Oppeby omtalas i skriftliga handlingar första gången 1384, en joan j vppeby som omtalas i ett dokument 1381 kan även syfta på detta Oppeby. Byn ingick i det stora Sundboholmskomplexet. Det har ägts av ätterna Grip, Gyllenstierna, Bonde och Gripenstedt.
Vid delningen av Sundbhoholmskomplexet 1522 kom Oppeby till Nynäs säteri och fick egna sätesprivilegier på 1680-talet, då en mindre säteribyggnad uppfördes, vilken finns kvar under det i slutet av 1800-talet tillbyggda och påbyggda huset. Det finns en synehandling i Säterikommissionens arkiv i Riksarkivet från 1685 där huvudbyggnaden uppgavs vara ofullbordad. Handlingen är citerad i Almquists klassiska verk "Frälsegodsen i Sverige" från 1931, sidan 602. Då det inte i synehandlingen uppgavs vara i sten är det troligt att det var timrat, men möjligen på en välvd källargrund i tegel. Möjligen tillkom delar av nuvarande stenhus efter 1720 och skulle i så fall byggts av Beata Gyllenstierna som dog 1746. I Nynäsarkivet som numera finns i Bystad gård finns en skissartad planritning över Oppeby med flyglar och svängda barriärmurar som markerar stenhus daterad 1721. Kanske den äldsta stenhusbyggnaden uppfördes vid detta tillfälle dock utan stenflyglar. De bevarade  kryssvalven i marketaget som antagits vara 1600-tal kanske tillkom först nu då man fortfarande byggde hus på samma sätt som tidigare.
År 1929 hade Oppeby en yta på 1417 hektar, varav 320 hektar åker. Taxeringsvärdet 1929 var 397 500 kronor.
Oppeby var dock vid mitten av 1800-talet förenat med Nynäs slott och ärvdes efter friherrinnan Eva Gripenstedt år 1887 av sonen Carl Gustaf Gripenstedt. Denne sålde år 1918 Oppeby till ingenjören C. Bernström.